# Belagerung von Zara (1202)
Die Belagerung von Zadar (italienisch Zara) durch die Kreuzfahrer im Jahr 1202 stand am Anfang des Vierten Kreuzzugs, der in der Eroberung Konstantinopels endete. Hierbei wurden katholische Kreuzfahrer erstmals für die Eroberung und Plünderung einer katholischen Stadt eingesetzt.

## Hintergrund
Die dalmatinische Stadt Zadar war im Mittelalter das herausragende städtische Zentrum an der Ostküste der Adria. Insofern ist es nicht überraschend, dass es im 12. Jahrhundert|12. und 13. Jahrhundert wiederholt zum Zankapfel zwischen Venedig und ungarisch-kroatischen Herrschern wurde. Obwohl lange Zeit in byzantinischer Hand, war Zadar aufgrund seiner Lage schon seit Beginn des Mittelalters kroatischem Einfluss ausgesetzt. Im 12. Jahrhundert bestand die Stadtbevölkerung zum Großteil aus Kroaten, wie auch Papst Alexander III. bei einem Besuch 1177 feststellte. Koloman, König über Ungarn, Dalmatien und Kroatien, konnte 1105 die Herrschaft über Zadar gewinnen. Schon 1116 kam sie wieder unter venezianische Herrschaft, doch 1181 unterstellte sich Zadar freiwillig dem ungarischen König Béla III., der der Stadt im Gegenzug weitestgehend Autonomie gewährte. So durfte die Stadt etwa selbstständig ihren Bischof wählen.
Als sich für den Vierten Kreuzzug, zu welchem Papst Innozenz III. 1198 aufgerufen hatte, nur ein Drittel der erwarteten Teilnehmer einfanden, bahnte sich für Venedig ein Desaster an. Man hatte den Kreuzfahrern Transport und maritime Unterstützung bei der geplanten Eroberung Ägyptens zugesichert und fast die gesamte Wirtschaftskraft in den Aufbau einer über 200 Schiffe zählenden Flotte investiert. Bei Misserfolg drohte ein Staatsbankrott der Serenissima.

## Belagerung

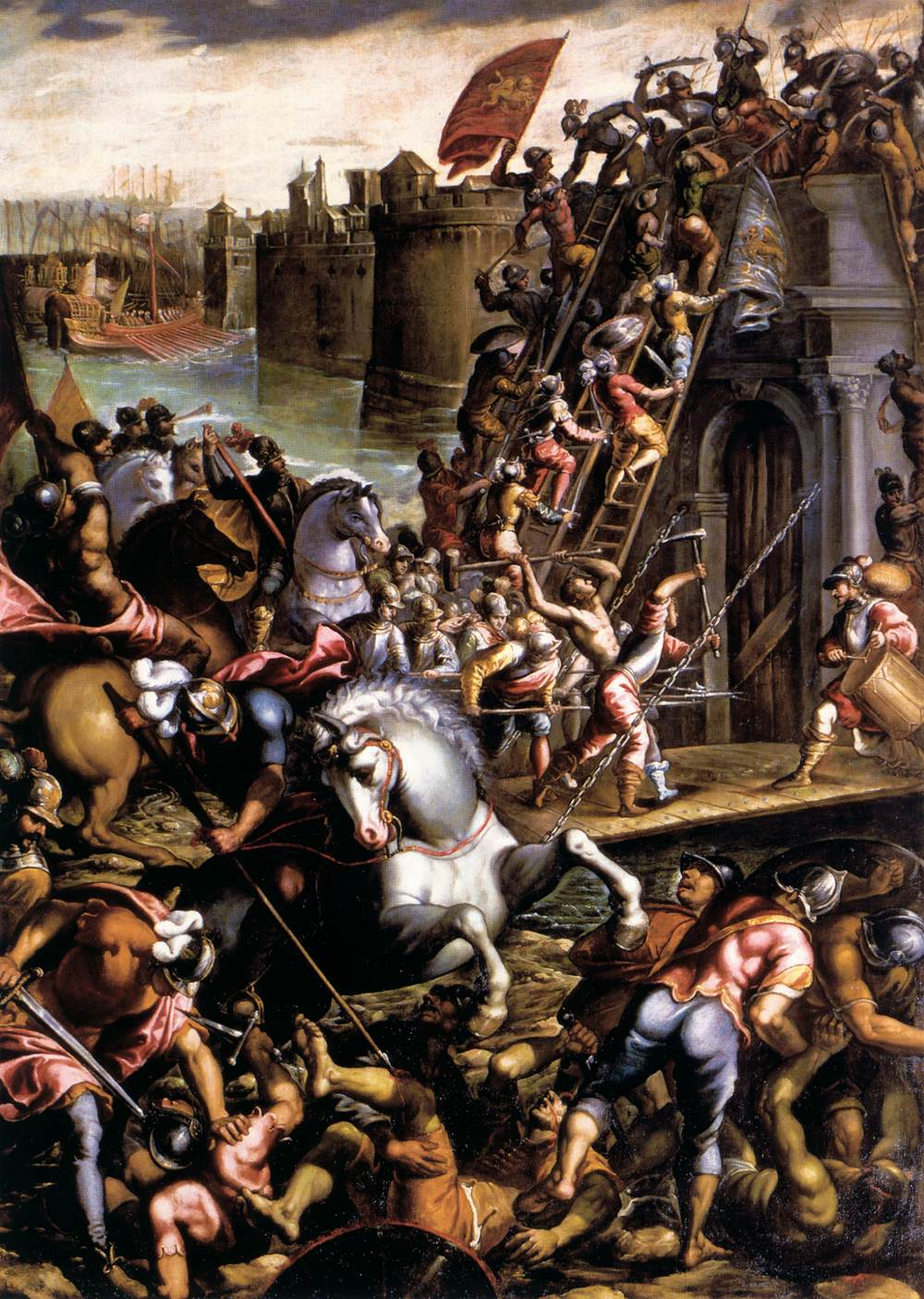
Wandbild von Andrea Vicentino im Dogenpalast (Venedig), Sala del Maggior Consiglio

Da die Venezianer ihren Teil der Abmachung erfüllt hatten, beharrten sie auf der Zahlung der ihnen vertraglich zugesicherten Summe von insgesamt 85.000 Mark Silber. Die Kreuzfahrer waren nicht annähernd in der Lage, diese Geldmenge aufzubringen, und ein Erfolg des Kreuzzugs nach Ägypten war fraglich. Man fand einen Kompromiss: das Kreuzfahrerheer sollte bei der Eroberung von Zara behilflich sein, dafür sollten die Schulden mit der dort gemachten Beute verrechnet werden. Ein Angriff auf die christliche Stadt widersprach aber dem Kreuzzugsgedanken, weshalb einige der Kreuzfahrer eine Beteiligung ablehnten und in ihre Heimat zurückkehrten. Andere versuchten sich auf eigene Faust nach Palästina durchzuschlagen. Aber das Gros der Kreuzfahrer ließ sich von den Venezianern überzeugen. Andernfalls hätte man den gesamten Kreuzzug abbrechen müssen.
Nach zähen Verhandlungen stimmte man zu, und in einer feierlichen Zeremonie nahm auch der Doge Enrico Dandolo das Kreuz. Anfang Oktober 1202 brach das Kreuzfahrerheer auf und segelte entlang der dalmatinischen Küste nach Süden. Am 10. November 1202 trafen sie vor Zadar ein, die Belagerung begann. Nicht wenige Krieger waren von dieser „Entartung des Kreuzzugs“ entsetzt und nahmen an den Kämpfen um die Stadt nicht teil. Dennoch musste die Stadt nach 13 Tagen Belagerung kapitulieren. Da es Ende November war und der Dezember vor der Tür stand, überwinterten Heer und Flotte in Zadar/Zara. Wenige Wochen später traf Bonifatius von Montferrat ein und schloss sich dem Heer an.

## Folgen
Viele Chronisten sahen die Eroberung des katholischen Zara durch christliche Ritter als unrühmliches Vorspiel zur Eroberung Konstantinopels knapp zwei Jahre später. Der Kreuzzugsgedanke, heilige Stätten von heidnischer Besatzung zu befreien, war ins Gegenteil verkehrt worden. Nach Jerusalem, dem offiziellen Ziel jedes Kreuzzugs, oder Ägypten, dem eigentlichen Ziel dieses Zuges, brach man nicht mehr auf.
Für Zadar dauerte die venezianische Herrschaft mit Unterbrechung bis 1358. Laut dem 1205 unterzeichneten Unterwerfungsvertrag besetzte die Serenissima nun die offiziellen Ämter der Stadt. Béla IV. brachte die Stadt 1242 bis 1247 wieder unter seine Kontrolle, doch erst nach dem ungarisch-venezianischen Krieg 1356–58 kam die Stadt längerfristig unter eine ungarisch-kroatische Herrschaft.